# Ocypel (jezioro)
Ocypel – jezioro przepływowe w Polsce, na Kociewiu w kompleksie leśnym Borów Tucholskich, na obrzeżach wsi Ocypel w powiecie starogardzkim województwa pomorskiego (w gminie Lubichowo). 

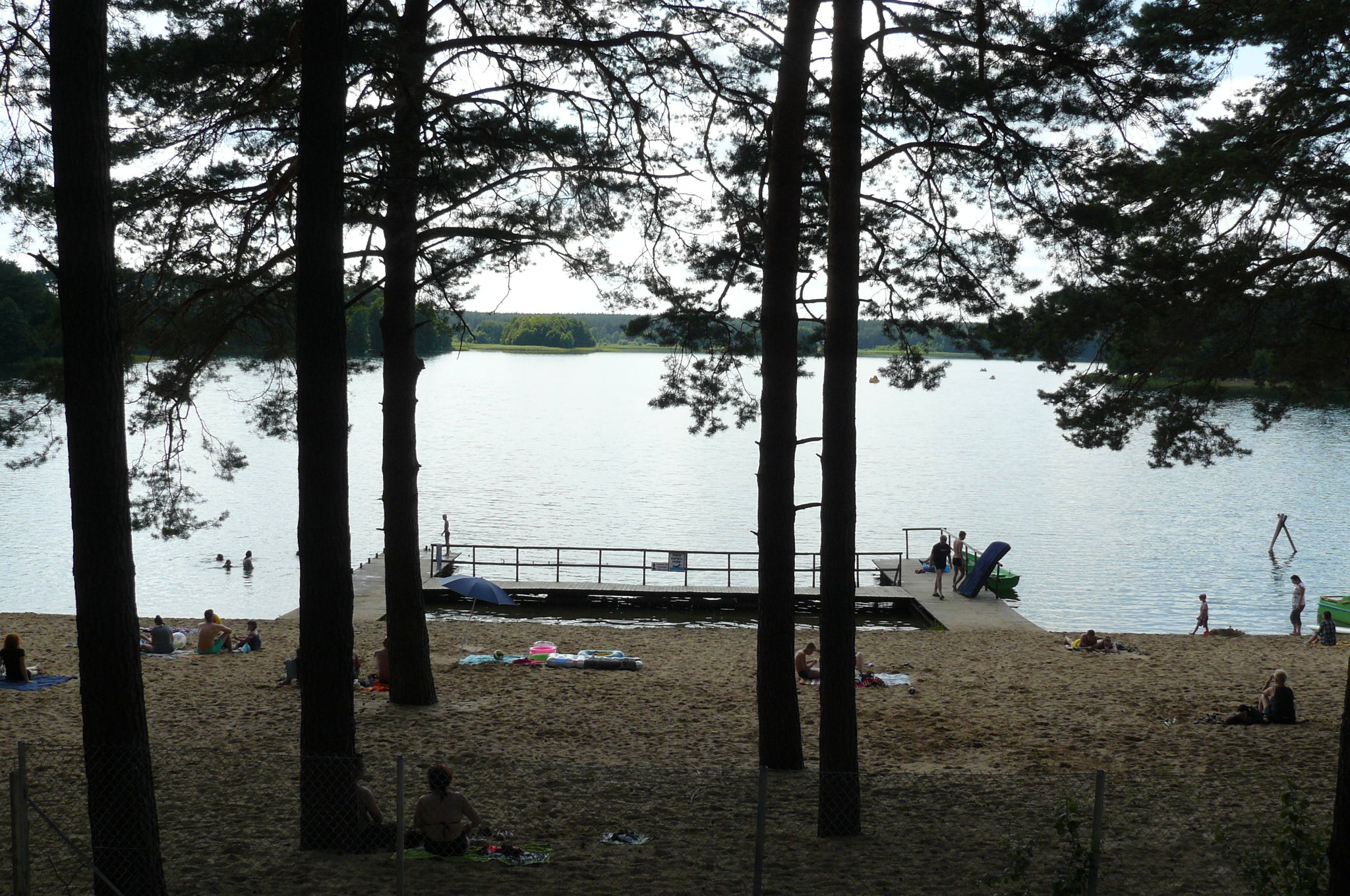
Plaża w Ocyplu

Według urzędowego spisu opracowanego przez Komisję Nazw Miejscowości i Obiektów Fizjograficznych (KNMiOF) opublikowanego przez Główny Urząd Geodezji i Kartografii (GUGiK) i udostępnionego na stronach Komisja Standaryzacji Nazw Geograficznych (KSNG) nazwa tego jeziora to Ocypel. W różnych publikacjach i na większości map topograficznych jezioro to występuje pod nazwą Wielki Ocypel.
Powierzchnia zwierciadła wody według różnych źródeł wynosi od 106,0 ha do 114,0 ha.
Zwierciadło wody położone jest na wysokości 99,3 m n.p.m. lub 99,8 m n.p.m.. Średnia głębokość jeziora wynosi 6,7 m, natomiast głębokość maksymalna 40,0 m.
W oparciu o badania przeprowadzone w 1996 roku jezioro zaliczono do II klasy czystości.
Podczas ostatnich 60. lat nastąpiło znaczne obniżenie poziomu wody w jeziorze (80 cm – 100 cm). Znajdują się tu trzy wyspy: Łysica, Ostrów i Snop. Wyspa Ostrów pełniła przed wojną rolę odosobnionego pastwiska i była połączona z lądem stałym prymitywnym promem tzw. Krowim.
Nad brzegiem jeziora znajdują się największa na Kociewiu plaża z kąpieliskiem, ośrodki wypoczynkowe, pole namiotowe, kwatery prywatne i agroturystyczne. W pobliżu północno-zachodniego krańca jeziora przebiegała (rozebrana) trasa linii kolejowej nr 218 (Myślice-Skórcz-Szlachta).